# Батезатул, Николай Михайлович
Николай Михайлович Батезатул (1824—1872) — генерал-лейтенант русской императорской армии, участник Крымской войны и Кавказских походов.

## Биография
Происходил из дворян Харьковской губернии.
Начав службу, по выходе из Дворянского полка в 1842 году, прапорщиком лейб-гвардии Литовского полка, он три года спустя был причислен к Военной академии, которую окончил с чином поручика и малой серебряной медалью.
В 1849 году штабс-капитан Н. М. Батезатул был переведён в Генеральный штаб и, состоя при штабе 7-й пехотной дивизии, а затем 1-го армейского корпуса, принял участие в походе в Венгрию.
Во время Восточной войны 1853—1856 годов на Дунайском театре Батезатул отличился в сражении под Ольтеницей, в котором был контужен ядром в голову. Участвовал в операциях на левом берегу Дуная, в переправе через последний у Браилова, в занятии Мачина и Гирсова, в осаде Силистрии. На Крымском театре в обороне Севастополя, в действиях в окрестностях Евпатории. За эту кампанию он получил : золотую полусаблю с надписью «За храбрость», ордена: Св. Владимира 4-й степени с бантом и Св. Анны 2-й степени с мечами, а также чин полковника, с утверждением в должности обер-квартирмейстера 2-го резервного кавалерийского корпуса.
Переведённый во второй половине 1856 года на ту же должность в 4-й армейский корпус, Батезатул два года спустя был назначен начальником штаба 2-го армейского корпуса, а в 1861 году, с производством в чин генерал-майора — генерал-квартирмейстером 1-й армии.
С 1863 года он состоял генерал-квартирмейстером при армии на Кавказе, где в 1864 году принял участие в экспедициях против горцев, и за отличия был награждён орденом Св. Станислава 1-й степени с мечами.
С учреждением военных округов, в 1864 году Батезатул назначен начальником штаба Казанского военного округа и оставался в этой должности до исхода 1867 года, когда, по расстроенному здоровью, был уволен в годовой отпуск за границу. За время отпуска им был составлен значительный труд под заглавием «Стратегические очерки настоящего положения европейских государств» («Военный сборник». — 1868). По возвращении, Батезатул получил в командование 7-ю пехотную дивизию и вскоре был произведён в генерал-лейтенанты, но слабое здоровье заставило его в 1869 году оставить службу.
Зачисленный в запасные войска, он поселился в своем родовом селе Титовке Белгородского уезда, где и скончался — 7 (19) января 1872 года — по данным словаря Половцова, 28 января (9 февраля) 1872 года — по сведениям Ежегодника русской армии…
Его старший брат, Александр Михайлович, также дослужился до генеральских чинов: генерал-майор с 27 марта 1866 и генерал-лейтенант с 16 апреля 1874 года.